# Astrícia
Astrícia é um romance do escritor, educador e político Cristovam Buarque lançado em 1984.
Inspirado em Jorge Luis Borges, Julio Cortázar e Adolfo Bioy Casares, estranho e enigmático como um filme de David Lynch[carece de fontes?], tudo acontece no mundo imaginário de Astrícia, um universo de espelhos, labirintos e enigmas, onde nunca se sabe o que é fantasia e o que é real.